# Don Omar
Don Omar, nome artístico de William Omar Landrón Rivera (San Juan, 10 de fevereiro de 1978), é um cantautor, compositor e ator, Empresario e Produtor musical porto-riquenho de reggaeton. É conhecido no gênero urbano como <<El Rey>> del reggaeton. O único artista com maior versatilidade incursionando en varios generos. É considerado um artista influente sendo uma tendência musical de várias gerações. Vendeu 70 milhões de albuns.

## Começo
Começou a escrever suas primeiras letras no início da década de 1990 aos doze anos com o surgimento de um novo ritmo, o reggaeton. Sua carreira musical profissional começou em 2002, quando Héctor 'El father' o lançou com o nome artístico 'Don Omar'.
A carreira de Don Omar começou com o lançamento de seu primeiro álbum de estúdio The Last Don. Em junho de 2003, Don Omar recebeu o prêmio Billboard Latin para Álbum Reggaeton do Ano e para King of Kings. As canções "Los Bandoleros" e "Conteo" foram apresentadas no filme The Fast and the Furious: Tokyo Drift nos créditos finais.
Através da música "Conteo", do filme Velozes e Furiosos: Desafio em Tóquio, ganhou uma popularidade maior na América.
Em 2009, Don Omar ganha participação especial no quarto longa da franquia Velozes e Furiosos, que neste, aparecem duas canções suas, "Los Bandoleros" e "Virtual Diva".
Em 2011, Don Omar ganha participação especial também no quinto longa da franquia Fast Five (Velozes e Furiosos 5 Operação Rio), aparecendo três canções: "Danza Kuduro"; um remix do seu tema "How We Roll" e com a canção "Taboo", cujo video clipe foi gravado no Brasil.

## Biografia
Suas origens musicais estão ligadas à igreja, à qual ele foi ligado como pastor evangélico, por quatro anos. Ele canta pela primeira vez na produção Gênesis Cristã do ano de 1996 em um duo chamado Osito & Omar.
Don Omar está em apuros com a lei pela posse de drogas e armas de fogo.A letra e o conteúdo desse gênero musical foram criticados por Sua mensajes eróticos o violentos. O ritmo forte, dançante e sensual caracterizando além deste gênero musical, não é uma exceção, como muitos outros reggaetoneros.
Em 2008 ele se casou com a apresentadora do tempo Jackie Guerrido (ele tem três filhos de um relacionamento anterior). No mesmo ano, Don Omar enfrenta processo: Nando Boom acusa-o de plágio, o tema do My Space é a cópia exata da de Enfermo de amor.

## Carreira
Sua primeira apresentação em um clube noturno foi acompanhada pelo DJ Eliel Lind Osorio. Depois, atuou com regularidade em vários álbuns de DJ’s e produtores populares como Luny Tunes, Noriega e DJ Eric.
Ele começou a cantar e compor aos 21 anos, sentindo-se muito próximo do estilo reggaeton, que começou a se desenvolver em Porto Rico no início dos anos 90. Começou no reggaetón com Yaga duo Yaga e Mackie Ranks em 1990 com a canção Tha Cream no álbum de mesmo nome.
Sua carreira musical chegou ao estrelato com o lançamento do seu primeiro álbum de estúdio, The Last Don que vendeu 4.5 milhões vendas. é tem ganhos de $4,700,000 milhões. Tanto sua versão de estúdio quanto sua versão ao vivo, receberam disco de platina da Recording Industry Association of America. A nível mundial, The Last Don: Live (CD & DVD) vendeu mais de um milhão de copias. Obteve prêmios por Álbum Pop Latino do Ano, Artista Revelação Rap /Hip-Hop e Álbum Latino do Ano pelos Prêmios Billboard Latin Music Awards em 2003. The Last Don: Live (CD & DVD) também foi indicado para a categoria álbum de música urbana no Grammy Latino de 2005.
Em 2005, ele produziu Los Bandoleros. Neste álbum ele trabalha com outros artistas para o título Los Bandoleros com Tego Calderon; para Como olvidar, com David Bisbal, para Ella y yo, com Romeu de Aventura, para My Space e Nadie Como Tú com Wisin y Yandel, para Hold You Down com Jennifer Lopez; e para La Traicionera, com Glória.
Em maio de 2006, seu álbum King of Kings, se converteu no segundo álbum de maior sucesso na história do Reggaeton, ficando atrás apenas de Barrio Fino de Daddy Yankee, no top 10 das listas nos Estados Unidos. King of Kings é o álbum que tem o maior número de unidades vendidas no gênero, chegando a mais de 6 e 4.1 milhões de copias a nível mundial. é tem ganhos de $510,000.
Em 2009 seu álbum iDon 100% digital que vendeu 200 000 de vendas em 2010, y vendeu 1.5 milhões de vendas. é Don Omar estava coverto  e foi uma das melhores capas Latin de Billboard.
Em 2010 seu álbum Meet The Orphans álbum colaborativo que vendeu 7.420 milhões de vendas. é ganhou 8 prémios Billboards.
En 2012 seu álbum MTO 2 New Generation ganhou 10 prêmios Billboards.
Em 2014, Don Omar anuncia sua próxima produção, intitulada The Last Don II, a qual participará inúmeros artistas, tais como: Wisin & Yandel, Daddy Yankee, Tego Calderón, Plan B e Natti Natasha.
Depois de uma década de rivalidade com seu colega Daddy Yankee pelo título de "Rei do Reggaeton", no início de 2016, Daddy Yankee e Don Omar anunciaram em coletiva de imprensa que se apresentariam juntos no palco de uma série de concertos chamada The Kingdom World Tour. O anúncio da turnê deixou muitos fãs descrentes, enquanto se vendiam em minutos em cidades como Las Vegas, Orlando, Los Angeles, Nova York. Discutindo a turnê e sua rivalidade com o papai Yankee, Don Omar disse: “Deixe-me esclarecer: eu não sou seu melhor amigo, e ele não é meu melhor amigo, mas nós nos respeitamos. Esse desejo de ser o melhor é o que nos levou a sermos melhores.
Em 2017, Don Omar anuncia que interrompe a música e anuncia o lançamento de seu último álbum, Sociedad Secreta.
Sua fortuna já foi avaliada em $22,5 milhões.

## Colaborações
Don Omar colaborou com artistas como: Daddy Yankee, Hector e Tito, Wisin & Yandel, Aventura, Arcángel, Plano B, Tego Calderón, Tony Dize, Farruko, JBalvin, David Bisbal, Jennifer Lopez, entre outros.

## Paródias
Don Omar foi parodiado por artistas populares como o ator argentino, diretor, roteirista e comediante Diego Capusotto, o nome do personagem é Latino Solanas (o nome vem do cineasta e político argentino Pino Solanas), do popular programa de humor e música Peter Capusotto e seus vídeos, ele é apresentado como um músico de reggaeton com posturas, frases e maneirismos comuns em artistas como Don Omar. O personagem declara que ele espalha a "verdadeira" cultura latina, e até inventou sua própria máquina para moer e inspirar ao mesmo tempo.

## Discografia

### Álbuns de estúdio
| Título                                  | Detalhe do álbum                                                                            |
| --------------------------------------- | ------------------------------------------------------------------------------------------- |
| The Last Don                            | - Lançamento: 17 de junho de 2003 - Gravadora: VI - Formatos: CD, digital download          |
| King of Kings                           | - Lançamento: 23 de maio de 2006 - Gravadora: Machete - Formatos: CD, digital download      |
| iDon                                    | - Lançamento: 28 de abril de 2009 - Gravadora: Universal - Formatos: CD, digital download   |
| Meet the Orphans                        | - Lançamento: 16 de novembro de 2010 - Gravadora: Orfanato - Formatos: CD, digital download |
| Don Omar Presents MTO2 - New Generation | - Lançamento: 1 de maio de 2012 - Gravadora: Orfanato - Formatos: CD, digital download      |
| The Last Don II                         | - Lançamento: 16 de junho de 2015 - Gravadora: Orfanato - Formatos: CD, digital download    |
| 𝘛𝘩𝘦 𝘓𝘢𝘴𝘵 𝘈𝘭𝘣𝘶𝘮                          | Lançamento: 6 de dezembro de 2019 • Gravadora: Universal • Formatos: Download Digital       |

## Singles

### Como artista principal
| Título                                                                                        | Ano  | Posições em paradas músicais | Posições em paradas músicais | Posições em paradas músicais | Posições em paradas músicais | Posições em paradas músicais | Posições em paradas músicais | Posições em paradas músicais | Certificações | Álbum                                   |
| Título                                                                                        | Ano  | AUT                          | BEL                          | FRA                          | ALE                          | SUE                          | SUI                          | EUA                          | Certificações | Álbum                                   |
| --------------------------------------------------------------------------------------------- | ---- | ---------------------------- | ---------------------------- | ---------------------------- | ---------------------------- | ---------------------------- | ---------------------------- | ---------------------------- | --- | --------------------------------------- |
| "Dale Don Dale" (featuring Glory)                                                             | 2003 | —                            | —                            | —                            | —                            | —                            | —                            | —                            | | The Last Don                            |
| "Dile"                                                                                        | 2004 | —                            | —                            | 46                           | —                            | —                            | 48                           | —                            | | The Last Don                            |
| "Intocable"                                                                                   | 2004 | —                            | —                            | —                            | —                            | —                            | —                            | —                            | | The Last Don                            |
| "Ángelito"                                                                                    | 2006 | —                            | —                            | —                            | —                            | —                            | —                            | 93                           | | King of Kings                           |
| "Conteo" (featuring Juelz Santana)                                                            | 2006 | —                            | —                            | —                            | —                            | —                            | —                            | —                            | | King of Kings                           |
| "Salió el Sol"                                                                                | 2006 | —                            | —                            | —                            | —                            | —                            | —                            | —                            | | King of Kings                           |
| "Virtual Diva"                                                                                | 2009 | —                            | —                            | —                            | —                            | —                            | —                            | —                            | | iDon                                    |
| "Sexy Robotica"                                                                               | 2009 | —                            | —                            | —                            | —                            | —                            | —                            | —                            | | iDon                                    |
| "Danza Kuduro" (featuring Lucenzo)                                                            | 2010 | 1                            | 7                            | 4                            | 1                            | 3                            | 1                            | 82                           | - BEA: Ouro - BVMI: Platina - FIMI: 3× Platina - GLF: 4× Platina - IFPI SWI: Platina - PROMUSICAE: 2× Platina - RIAA: 5× Platina | Meet the Orphans                        |
| "Taboo"                                                                                       | 2011 | —                            | —                            | —                            | —                            | —                            | —                            | 97                           | | Meet the Orphans                        |
| "Dutty Love" (featuring Natti Natasha)                                                        | 2012 | —                            | —                            | —                            | —                            | —                            | —                            | —                            | | Don Omar Presents MTO2 - New Generation |
| "Hasta Que Salga el Sol"                                                                      | 2012 | —                            | —                            | —                            | —                            | —                            | —                            | —                            | | Don Omar Presents MTO2 - New Generation |
| "Zumba"                                                                                       | 2012 | —                            | —                            | —                            | —                            | —                            | 62                           | —                            | | Don Omar Presents MTO2 - New Generation |
| "Guaya Guaya"                                                                                 | 2014 | —                            | —                            | —                            | —                            | —                            | —                            | —                            | | The Last Don II                         |
| "Soledad"                                                                                     | 2014 | —                            | —                            | —                            | —                            | —                            | —                            | —                            | | The Last Don II                         |
| "Perdido en Tus Ojos" (featuring Natti Natasha)                                               | 2015 | —                            | —                            | —                            | —                            | —                            | —                            | —                            | | The Last Don II                         |
| "Te Recordaré Bailando"                                                                       | 2015 | —                            | —                            | —                            | —                            | —                            | —                            | —                            | | The Last Don II                         |
| "—" indica que a gravação não foi incluída nas paradas ou não foi distribuída naquela região. |      |                              |                              |                              |                              |                              |                              |                              | |                                         |

## Filmografia
| 2009 | Fast & Furious          | Rico Santos |
| 2009 | Los Bandoleros          | Rico Santos |
| 2011 | Fast Five               | Rico Santos |
| 2017 | The Fate of the Furious | Rico Santos |
| 2021 | F9                      | Rico Santos |